# Parada Praça XV
A Parada Praça XV é uma das estações do VLT Carioca, situada na Praça XV de Novembro, no Rio de Janeiro. É uma das estações terminais da Linha 2, sendo a Colombo a próxima parada, no sentido Praça XV–Praia Formosa.
Inaugurada em 6 de fevereiro de 2017 com a presença do prefeito do Rio, Marcelo Crivella. Durante a primeira semana de funcionamento — como aconteceu com a Linha 1 — não houve cobrança de passagens. Apenas quatro paradas entraram em funcionamento na linha 2: Praça XV, Colombo, Tiradentes e Saara.